# Claude Poullart des Places
Claude-François Poullart des Places, CSSp. (26 de fevereiro de 1679 - 2 de outubro de 1709) foi um padre católico francês que fundou a Congregação do Espírito Santo em 1703 com a idade de 24 anos. O decreto de abertura da causa de canonização foi promulgado em 1 ° de outubro de 1989, mas ainda não procedeu à beatificação.

## Biografia

### Vida
Claude des Places, nasceu em 26 de fevereiro de 1679 em Rennes, França, filho de um aristocrata francês, François des Places, e de sua esposa, Jeanne le Meneust. Ele foi batizado no dia seguinte. Seu pai era um dos empresários mais ricos da cidade e gozava de uma posição considerável na comunidade como advogado do Parlamento bretão. A mãe de Claude também pertencia à aristocracia e, antes de seu casamento, serviu como governanta da família do Presidente do Parlamento Provincial.
Sua família se mudou duas vezes em sua infância. Após uma mudança para Saint-Sauveur-en-Rue, des Places entrou no Jesuit Collège Saint-Thomas em outubro de 1690. Ele estudou mais com os jesuítas em seu colégio em Rennes e Caen de 1693 a 1695. Entre seus amigos estava Louis Grignion de Montfort. Des Places teve uma adolescência travessa: uma vez ele errou por pouco a irmã com um tiro do revólver do pai - ele pensou que estava descarregado - quando ela o estava irritando enquanto ele estudava um papel para uma peça de teatro. Ele quase morreu durante uma viagem de caça e se envolveu em uma briga na estrada em Nantes. Ele era um aluno talentoso, porém, e era o orador da turma. Para sua notável dissertação de graduação, ele foi convidado a Versalhes como um convidado da família real da França.

### Vida religiosa
A vida de Des Places começou a mudar quando ele se deu conta das necessidades dos pobres enquanto estudava direito - ele logo foi levado a ajudar os meninos sem-teto e limpadores de chaminés, dando-lhes o dinheiro de sua mesada. Embora ele tenha se formado em direito em Nantes em 1700, seu crescente envolvimento com os pobres inspirou o jovem des Places a desistir de sua carreira. Ele deixou a universidade e entrou no seminário jesuíta Lycée Louis-le-Grand em 1701. Ele recebeu a tonsura em 15 de agosto de 1702.

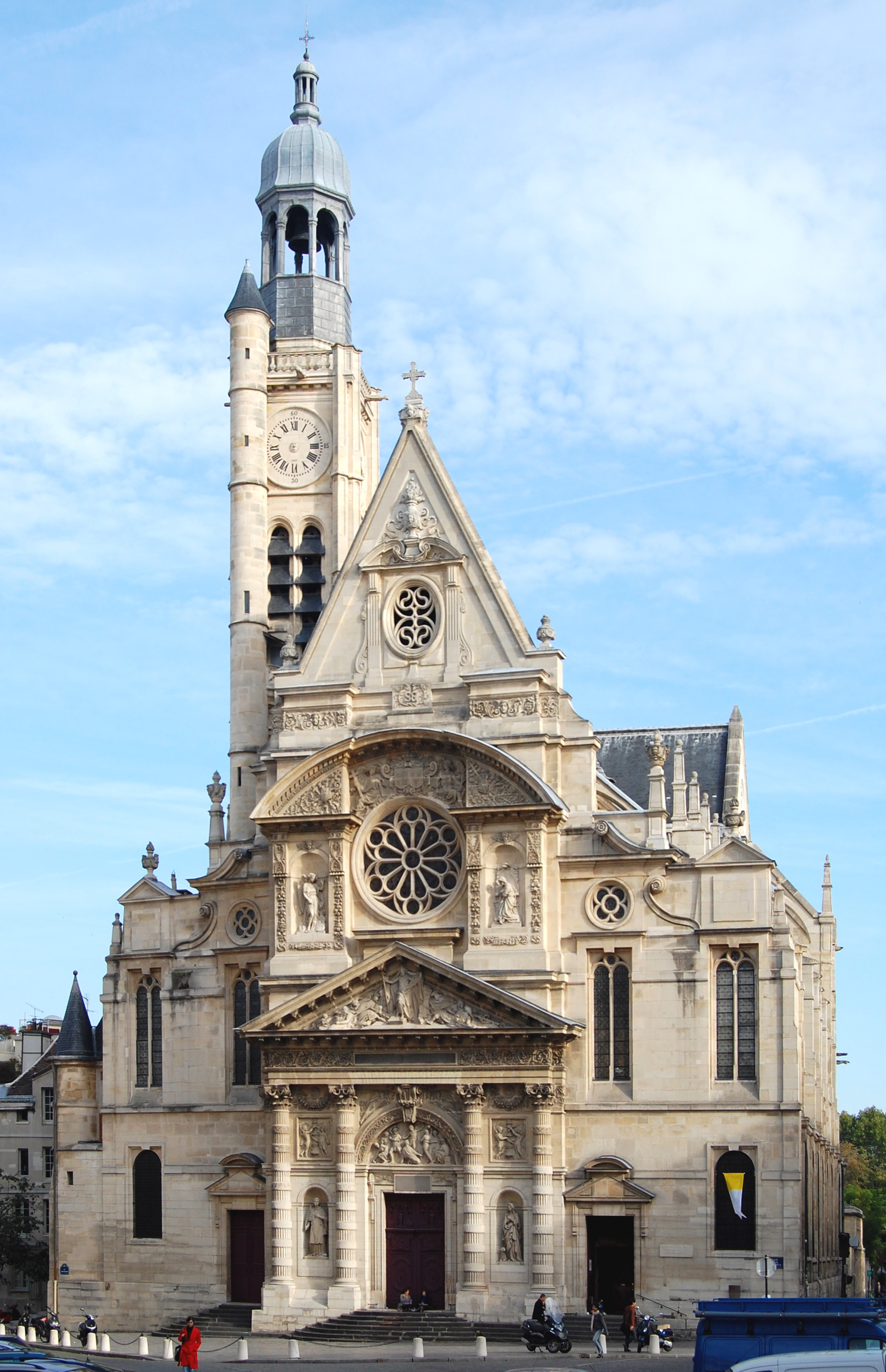
A igreja de Saint-Étienne-du-Mont em Paris, onde des Places foi enterrado na sepultura de um indigente

Vendo que muitos de seus colegas seminaristas estavam lutando para atender às suas necessidades básicas, des Places começou a sustentar financeiramente um pequeno grupo deles. Por fim, des Places juntou-se a eles na casa que havia providenciado para eles. Logo, uma dúzia desses alunos pediu a des Places para criar uma comunidade formal, então no domingo de Pentecostes (27 de maio) de 1703, o grupo se reuniu na Igreja de Saint Etienne-des-Grès para se dedicar ao Espírito Santo, sob o patrocínio especial de Maria. A sociedade, que fundou um novo seminário - o Seminário do Espírito Santo - tinha dois objetivos: apoiar os alunos em seu caminho para o sacerdócio e servir aos pobres da França rural e nas missões no exterior. O processo de formação da nova sociedade foi modelado unicamente segundo o dos institutos religiosos, ao invés do dos seminários clericais.
Des Places recebeu ordens menores em 6 de junho de 1705, no mesmo ano em que sua comunidade mudou-se para a Rue Neuve -Saint-Étienne-du-Mont (Rue Rollin); ele foi ordenado ao subdeaconato em 18 de dezembro de 1706, e diácono em 19 de março de 1707. Em 17 de dezembro de 1707, des Places foi ordenado com 28 anos de idade. Dois anos depois, Claude morreu de pleurisia aos 30 anos em 1709.

## Veneração
O decreto para a causa de sua canonização foi promulgado em 1º de outubro de 1989. Outros avanços foram feitos em 2005, quando o postulador da causa de des Place apresentou os resultados do inquérito diocesano a Roma. Um decreto de validade foi assinado em 24 de maio de 2008. É esperado um decreto de reconhecimento da natureza heróica das virtudes de des Place.